# 飛行機の歴史

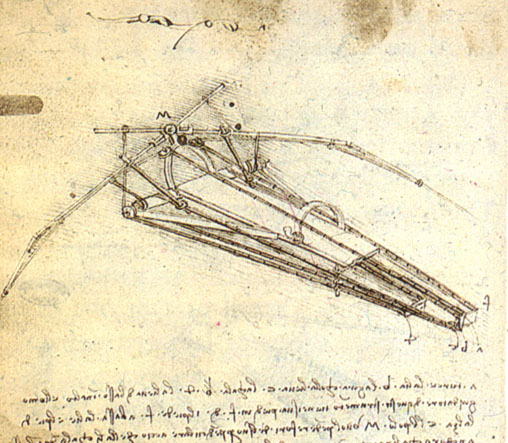
レオナルド・ダ・ヴィンチによるフライングマシン（オーニソプター）の設計図（1488年頃）

飛行機の歴史（ひこうきのれきし）について、大まかな発展の状況と各時代を象徴する機体について解説する。関連する項目については#関連項目のセクションを参照。
機体解説の凡例：
メーカー名 機種名説明文
例：
ボーイング 747初飛行xx年……

## 初飛行（1903年）

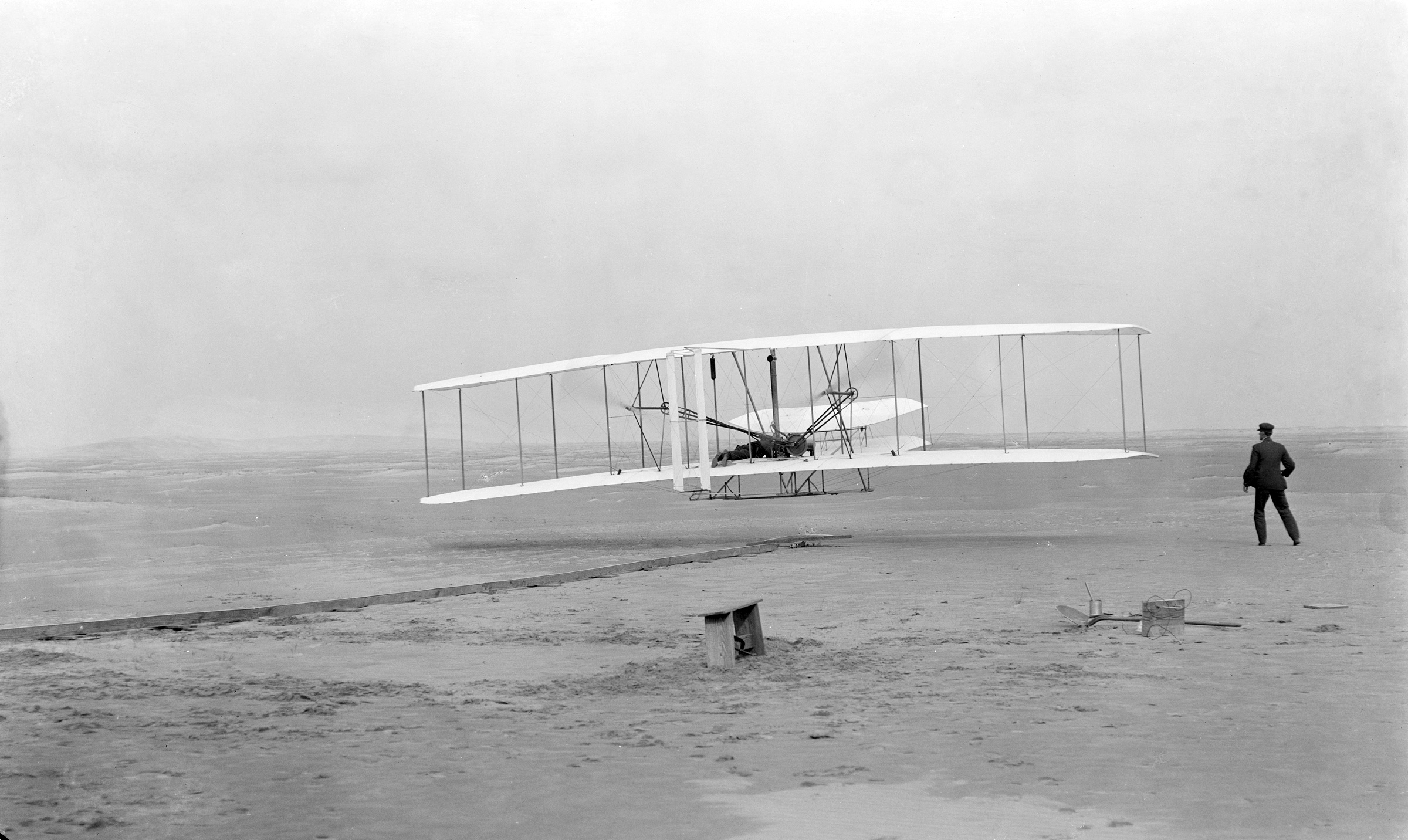
飛行するライトフライヤー

アメリカのライト兄弟は、1903年12月17日に飛行機（動力を備えた重航空機）「ライトフライヤー号」による世界初の本格的な有人飛行を行った。この機体はただ飛んだだけではなく、下記の技術的特徴を備えていた。
- 右と左の主翼を逆方向にねじることにより左右の揚力バランスを変え機体を傾ける（バンクさせる）機構を備えた。現在では、飛行中に方向転換する際まずバンクさせるのが当然であるが、当時そのことを理解し実際の機体構造に操縦要素として導入したのはライト兄弟のみだった（この「翼ねじり」は後にエルロンに取って代わられる）。
- 自作の風洞で試験、選定した翼型を採用した。
- 馬力・重量比率の高いガソリンエンジンを採用（ただし、当時はそのようなエンジンが売られていなかったため、兄弟によって自作されている。その後彼らは飛行機メーカーではなく、エンジンメーカーとして名声を勝ち得ることになる）。
- 減速機構の採用。エンジンの回転はそのままでは速過ぎるので、プロペラが効率良く推力を発揮できる回転数まで減速した。しかし減速機構にローラーチェーンを使ったのは不適切であり、その後に採用された減速機は歯車式が主体である。
- 木製の骨組に羽布張りという軽量構造。
- 操縦者は腹ばいになっているため、操縦には左右の手を使った。即ち右の操縦桿でバンクと旋回を、左手の操縦桿で機首の上げ下げを行った。操縦桿の動きは金属製の操縦索によって各翼面や舵面に伝えられた（人力操舵）。

## 第一次世界大戦まで（1904年 - 1914年）
ライト兄弟以後、飛行機はより速くより高くより遠くへ飛べるよう改良が続けられた。また陸上の飛行場だけでなく、海面や軍艦の甲板からも発進できるようになっていった。この時代の機体構造はフライヤー号と同じく木製の骨組に羽布張りが主体だった。また操縦桿による操縦方法も現在と同じ方式に統一されていった。

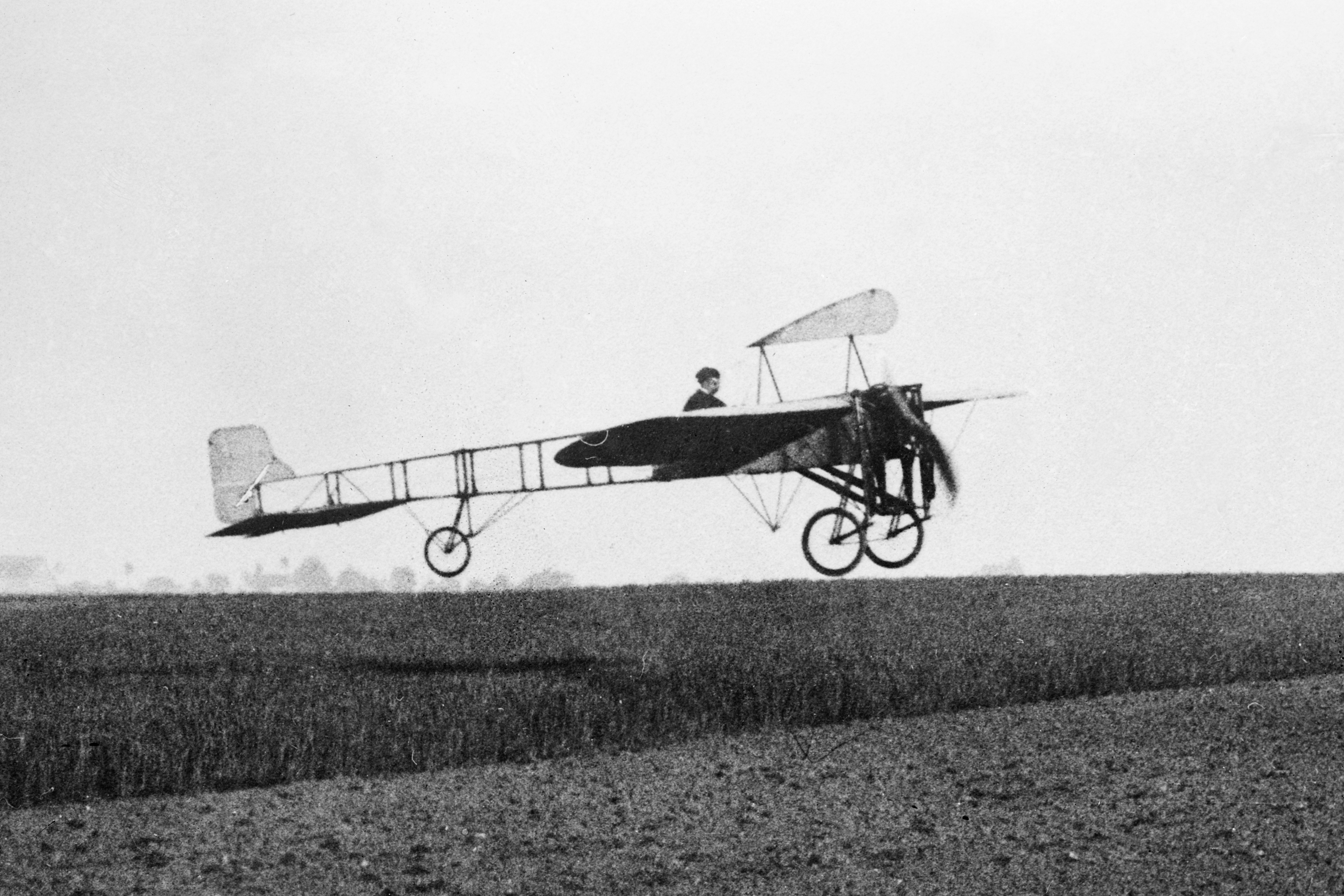
ブレリオ XI

サントス・デュモン1906年10月22日、ヨーロッパでは初となる動力機の飛行に成功した。このため暫くの間、デュモンが世界初と思われていた時代があった。その後ライト兄弟がヨーロッパで実演飛行を行い、その技術の高さを示している。
ブレリオ XI1909年7月25日、世界で初めて英仏海峡を横断飛行したフランスの単葉機。操縦桿を前後に倒して機首の上げ下げを、左右に傾ければバンク操作を、また足元の棒を踏んで旋回を行うという、現代と同じ操縦方法を確立した。最大速度75 km/時。
アンリ・ファルマンIII初飛行1909年、最大速度60 km/時。世界で初めて2名の乗客を乗せて飛んだフランスの複葉機。
1910年12月19日、徳川好敏大尉が日本で初めての動力飛行を行った際に使用された機体でもある。
カーチス モデルD(カーチス ゴールデンフライヤー)初飛行1909年、最大速度72 km/時。少し小型の複葉のアメリカ機であるが、運動性が良く1910年、停泊中のアメリカ巡洋艦バーミングハムの艦首特設甲板から世界最初の離発艦を行い、翌年装甲巡洋艦ペンシルベニアの後甲板に仮設された飛行甲板に世界で初めての着艦を行った。この後海軍は軍艦からの航空機の運用に注力し航空母艦へと発展してゆく。
ドペルデュサン レーサー初飛行1912年、最大速度209 km/時。速度記録を作るために製作された世界最初の機体。木造モノコックの滑らかな胴体と単葉主翼を組み合わせた速度重視のフランス機。
ベノイストXIV初飛行1913年、最大速度103 km/時。世界初の飛行艇であり、世界で最初に定期旅客路線を運航したアメリカの複葉機。

## 第一次世界大戦 - 軍用機の実用化（1914年 - 1919年）
第一次世界大戦では、飛行機は最初偵察機として使用された。当初敵の偵察機と遭遇しても「同じパイロット仲間同志」としてハンカチを振り合ったという逸話があるが、すぐにピストルを撃ち合うようになり、武器自体も機関銃へと進化して戦闘機が生まれた。また敵地上空まで飛んでいって爆弾を落とす爆撃機も誕生した。イギリスは世界最初の雷撃機を製造した。一部の機体では骨組みや外板に金属が用いられるようになった。

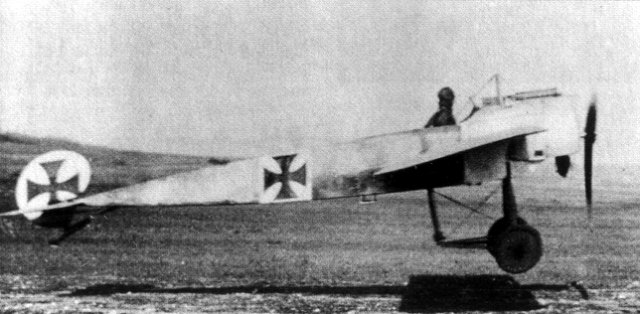
フォッカー E.III

フォッカー E.III初飛行1915年、最大速度140 km/時。ドイツが初めて戦闘機として設計した単葉機。前方にある自機のプロペラに銃弾が当たらないようにする同調式機銃発射装置を世界で初めて装備した。
ソッピース キャメル初飛行1916年、最大速度185 km/時。同調式機銃発射装置を備え、大馬力エンジンを装備し、運動性の良い（舵の効きが良い）イギリスの複葉機。主力機として5,400機生産された。
ニューポール 17初飛行1916年、最大速度177 km/時。一葉半の主翼を持つフランスの戦闘機。複葉式の下翼が小さいので下方の視界が良好。この主翼形式はその後も複葉と並んで採用されつづけた。
ゴータ G.IV初飛行1916年、最大速度115 km/時。ドイツ製の複葉双発重爆撃機。前線のはるか後方にあるロンドン市を爆撃して、飛行機による爆撃が一般市民を多数殺傷することを証明した。最初は昼間に爆撃を行ったが、その後戦闘機の反撃を受けて損害を出し、以後夜間爆撃に変更した。爆弾搭載量400 kg。
イリヤー・ムーロメツ初飛行1914年、最大速度105 km/時。後年アメリカに渡りヘリコプターなどを多数生産したイーゴリ・シコルスキーが、帝政ロシア時代に設計生産した4発複葉の大型機。当社は旅客機として設計されたが、ロシアの第一次世界大戦への参戦後、爆撃機として生産が継続された世界最初の4発重爆撃機。
ショート184 水上偵察機初飛行1914年、最大速度130 km/時。単発複葉の水上機で、世界で初めて航空機による魚雷攻撃（雷撃）を行った機体。

## 大戦の合間 - レシプロ機の成熟（1919年 - 1939年）
飛行機は第一次世界大戦で大きく発展し、信頼性も向上した。そこで戦後は飛行機による本格的な輸送が開始された。最初は上流階級による旅行のための旅客機や郵便運送に利用されたが、機体が大型化するにつれて一般の金持ち階級も利用できるようになっていった。大洋を渡る路線や長距離を飛ぶ大型機としては、離着陸や万が一の際に広大な海面が利用できる飛行艇が充当された。骨組や外板全てをアルミニウム合金（ジュラルミンなど）で製作した全金属製の機体が開発されたが、鋼管骨組に羽布張り等の構造を持つ機体も残っていた。また1930年代には高揚力装置（フラップ）が実用化され離着陸特性が改善された。

ダグラス DC-3

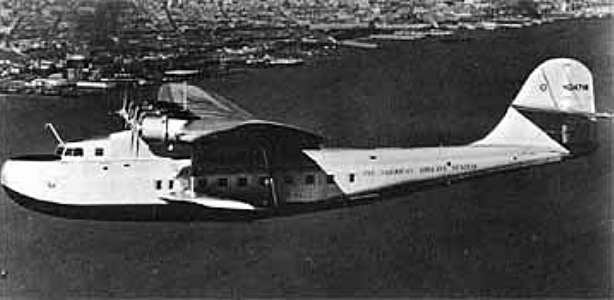
マーチン M130 チャイナクリッパーの1つ

ユンカース F.13初飛行1919年、乗客4名。敗戦直後のドイツが生産した革新的機体。胴体・翼とも全金属製で低翼単葉の外観は、当時主流であった複葉羽布張り機体の中では際立って近代的であった。
ライアン NYP-11927年5月、スピリットオブセントルイス号と名づけられたこの単葉機は、チャールズ・リンドバーグの操縦で単独の大西洋無着陸横断飛行を初めて達成した。単発高翼の木金混合の機体であった。巡航速度180 km/時。
マッキ M.C.72 水上競速機初飛行1931年、最大速度709 km/時。現在でもレシプロ水上機の速度記録は本機が有している。陸上機を含むプロペラ機全体の中で比較しても、この速度は第二次世界大戦中まで10年以上破られなかった大記録。低翼単葉双フロートの機体の機首に1,500馬力エンジン2基を直列に配し、同軸2重反転プロペラを回して高速を狙ったイタリア機。
ボーイング 247初飛行1933年、巡行速度304 km/時、乗客10名。全金属製機体、金属セミモノコック胴体、低翼単葉、引き込み脚など近代的旅客機として必要な要素を全て具現した最初の旅客機（双発）。アメリカ大陸内の路線に使われたが乗客10名は少なく、短期間で DC-3 に取って代わられた。
ダグラス DC-3初飛行1935年、巡行速度345 km/時、乗客21名。ボーイング 247と同じく全金属製・セミモノコック・低翼単葉・引き込み脚を採用すると同時に、より大きなエンジンを搭載し、客室の幅・高さ・長さ共に大きくして旅客数を増やし快適性も上げた双発機。最大速度がボーイング 247より大きいにもかかわらず、フラップの採用により離着陸速度は逆に低下した（これは離着陸距離の短縮を意味する）。元はアメリカ大陸横断（給油着陸有り）路線用に設計された寝台機。第二次世界大戦中に軍用輸送機 (C-47) として大量生産されたこともあり、全生産機数は10,000機以上に及ぶベストセラー機。
マーチン M130初飛行1934年、巡行速度252 km/時、乗客14名。パンアメリカン航空が太平洋横断路線に投入した4発大型豪華飛行艇。アメリカからフィリピンまで4泊5日で飛んだ。（夜はハワイ、ミッドウェイ、ウェーキ、グアムの各島のホテルに宿泊した）客船の1等船室に対抗してラウンジや食堂もあり大きさの割りに乗客数は少ないが、短距離を飛ぶ時は41人まで詰め込めた。
ボーイング 307B "ストラトライナー"初飛行1938年、巡行速度357 km/時、乗客33名。ボーイング社の4発重爆撃機B-17の主翼と尾翼を流用して新たに太い胴体を設定した機体。客室を与圧して快適な高空の旅を提供できた最初の機体。

## 第二次世界大戦（1939年 - 1945年）
第二次世界大戦で飛行機は戦闘の主役となった。陸上・海上を問わず制空権を握った側が戦いに勝利した。
大戦初期にドイツがポーランドやフランスに侵攻した作戦は、その進軍の速さから電撃戦と呼ばれたが、ドイツ空軍戦闘機による制空権の元での多数の爆撃機による攻撃が侵攻の速さを支えた。ドイツがイギリス侵攻を目指した航空戦バトル・オブ・ブリテンでは、ドイツ戦闘機は本国上空周辺での戦闘しか想定しておらず、爆撃機に対し充分な援護ができなかった。その結果ドイツ爆撃隊はイギリス防空戦闘機によって重大な損害を受け、イギリスへの侵攻は断念された。地中海では、イギリスは有力な航空母艦勢力を利用してジブラルタルからイタリアの鼻先にあるマルタ島を経由しアレキサンドリアに達する地中海のシーレーンを維持した。イギリス空母イラストリアスに搭載された攻撃機は、1940年11月11日の夜、イタリアのタラント軍港を雷爆撃し、停泊中のイタリア海軍の戦艦2隻を大破着底させ他の艦にも損傷を与える大戦果を上げた。大西洋では戦争初期に大いに暴れまわったドイツの潜水艦（Uボート）であったが、1943年以後アメリカで大量生産された護衛空母に搭載された飛行機による対潜作戦が始まると形勢は全く逆転した。戦争末期ドイツ本土は昼間はアメリカのB-17、夜間はイギリスのランカスターという4発重爆撃機コンビの攻撃を受けて荒廃していった。これらの攻撃に対しドイツは高速のジェット戦闘機やレーダーを装備した夜間戦闘機を開発して対抗したが、米英の物量の前に敗北した。なお世界初のジェット機はドイツのエルンスト・ハインケルが完成させ1939年8月に初飛行したHe 178だが、この機体は実用化されなかった。
アジアでは日中戦争が勃発していた。大陸奥地へ退いた国民党軍を攻撃するため、航続距離の長い日本海軍の陸上攻撃機が重慶などの都市を爆撃した件は戦略爆撃の始まりと言われている。この爆撃でも中国軍戦闘機による被害が大きく、爆撃機のみの侵攻が危険であることが明らかになった。太平洋戦争は1941年12月8日日本空母6隻から発した雷撃機・爆撃機・護衛戦闘機隊によるハワイ・真珠湾攻撃から始まった。この攻撃で戦艦2隻が沈没、4隻が大破着底した。アメリカ太平洋艦隊は、その後航空母艦を主力とする戦法に切り替えた。2日後の12月10日には、航行中のイギリス戦艦2隻が日本の陸上攻撃機の雷爆撃で撃沈され、海上での航空優位が明らかとなった。戦争が長引くにつれアメリカの生産力が生む大量の航空機が太平洋を制し、日本の海上戦力を壊滅させ輸送能力を奪った。日本が占領していた島々も補給が途絶え戦力を喪失し、順次アメリカに奪われていった。アメリカはこれらの島々に飛行場を整備し、大型爆撃機B-29を発進させ戦略爆撃を行い日本の継戦能力を奪った。B-29は最後に実験的に広島と長崎に原子爆弾を投下し、日本は敗戦を迎える。
敗戦後の日本は、GHQの指令により、飛行機の研究等が個人レベルまで差し止められた。
第二次世界大戦中、陸上輸送機による長距離・高速輸送が定着し、飛行艇はその存在意義を低下させていった。この時代に作られた機体は殆どが全金属製であったが、イギリスやソ連では木製機も登場した。機体の高速化に伴い離着陸性能改善のための高揚力装置（フラップ）は不可欠となったが、一部の機体ではフラップを空中での運動性改善にも応用した。ライト兄弟以来のガソリンエンジンは排気タービンの使用により殆ど完成域に達した。また高空を飛ぶ大型機には与圧室が採用されるようになった。

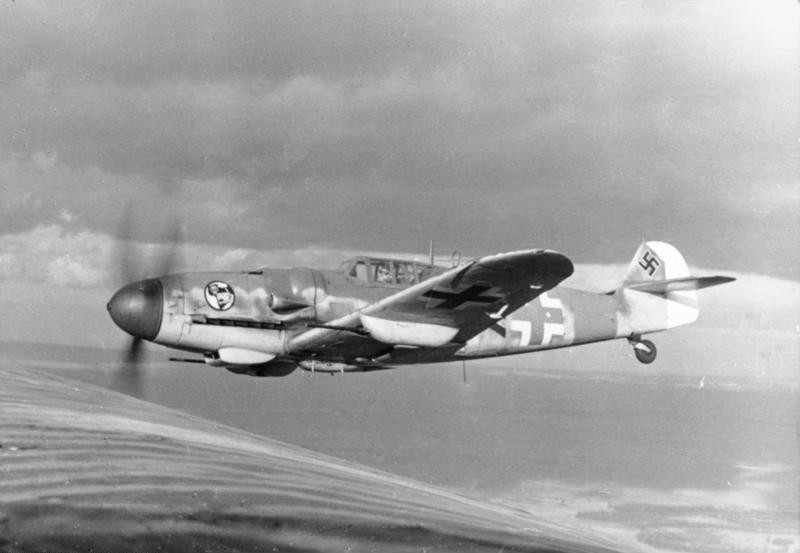
メッサーシュミット Bf109

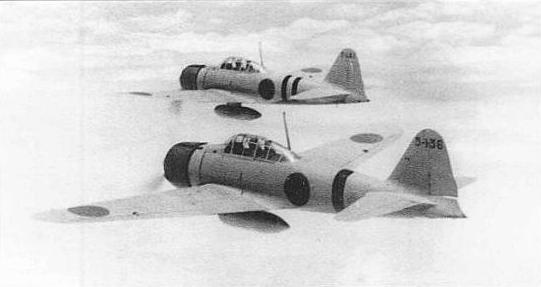
零戦

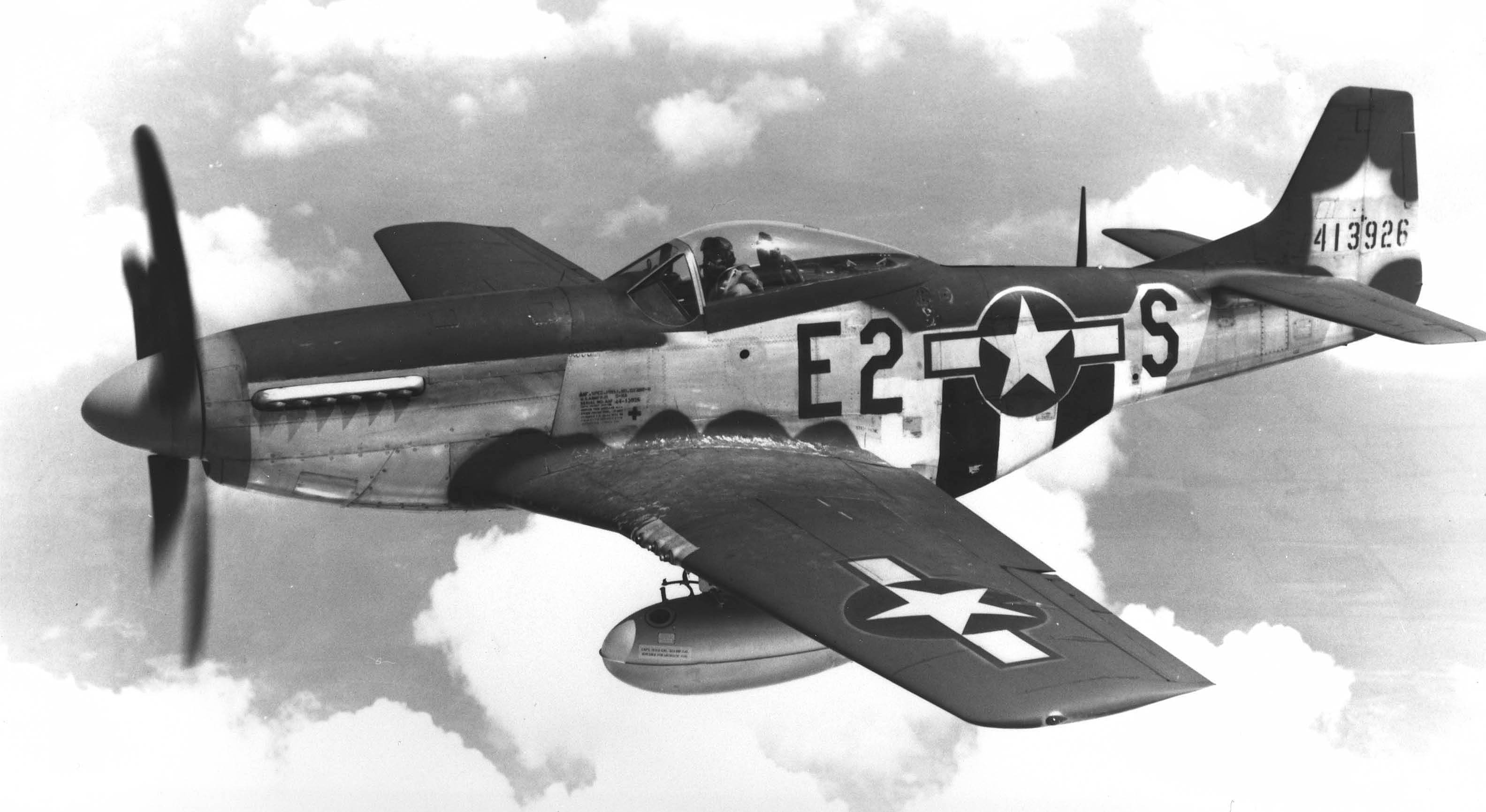
P-51 マスタング

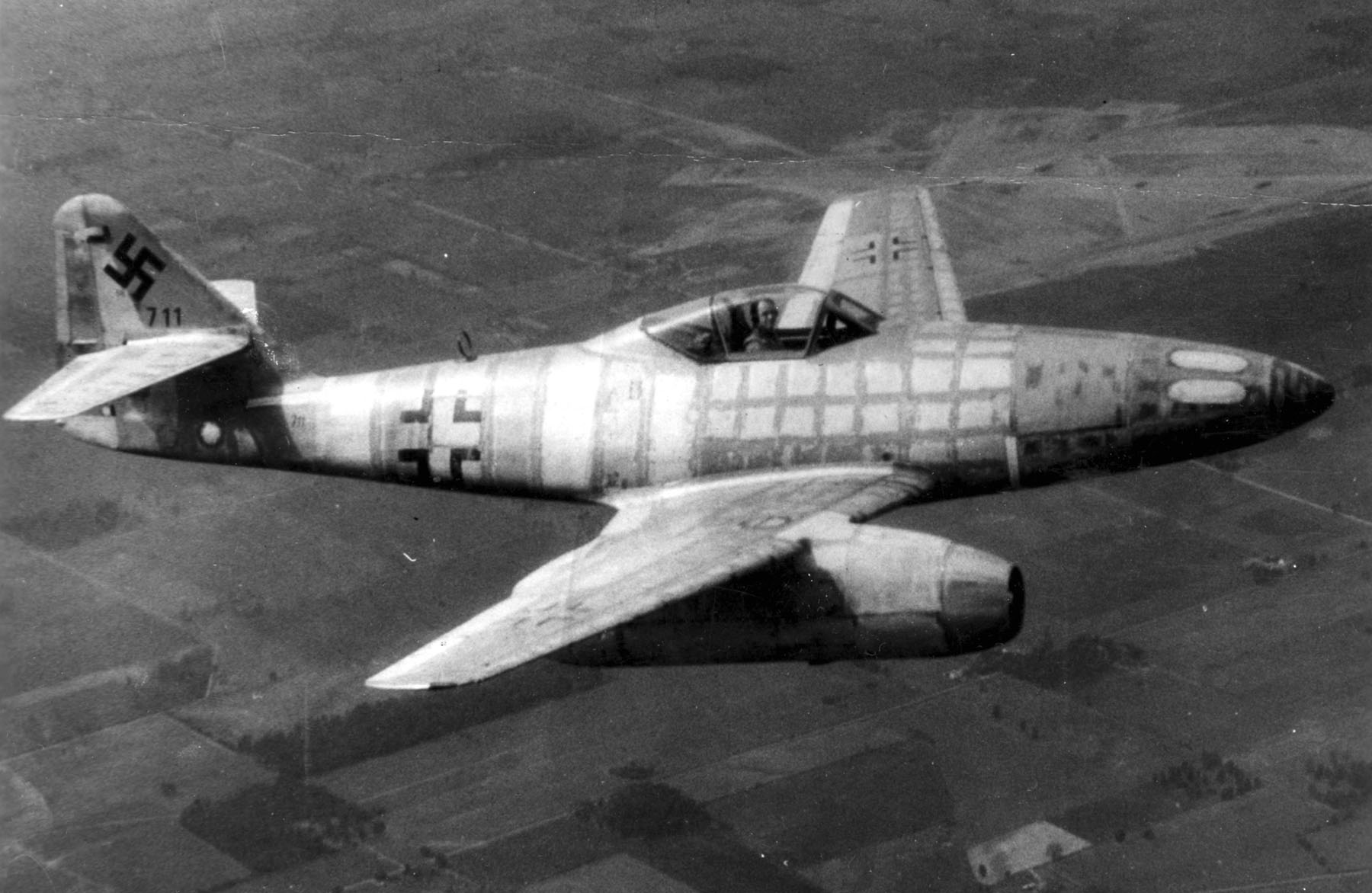
メッサーシュミット Me262

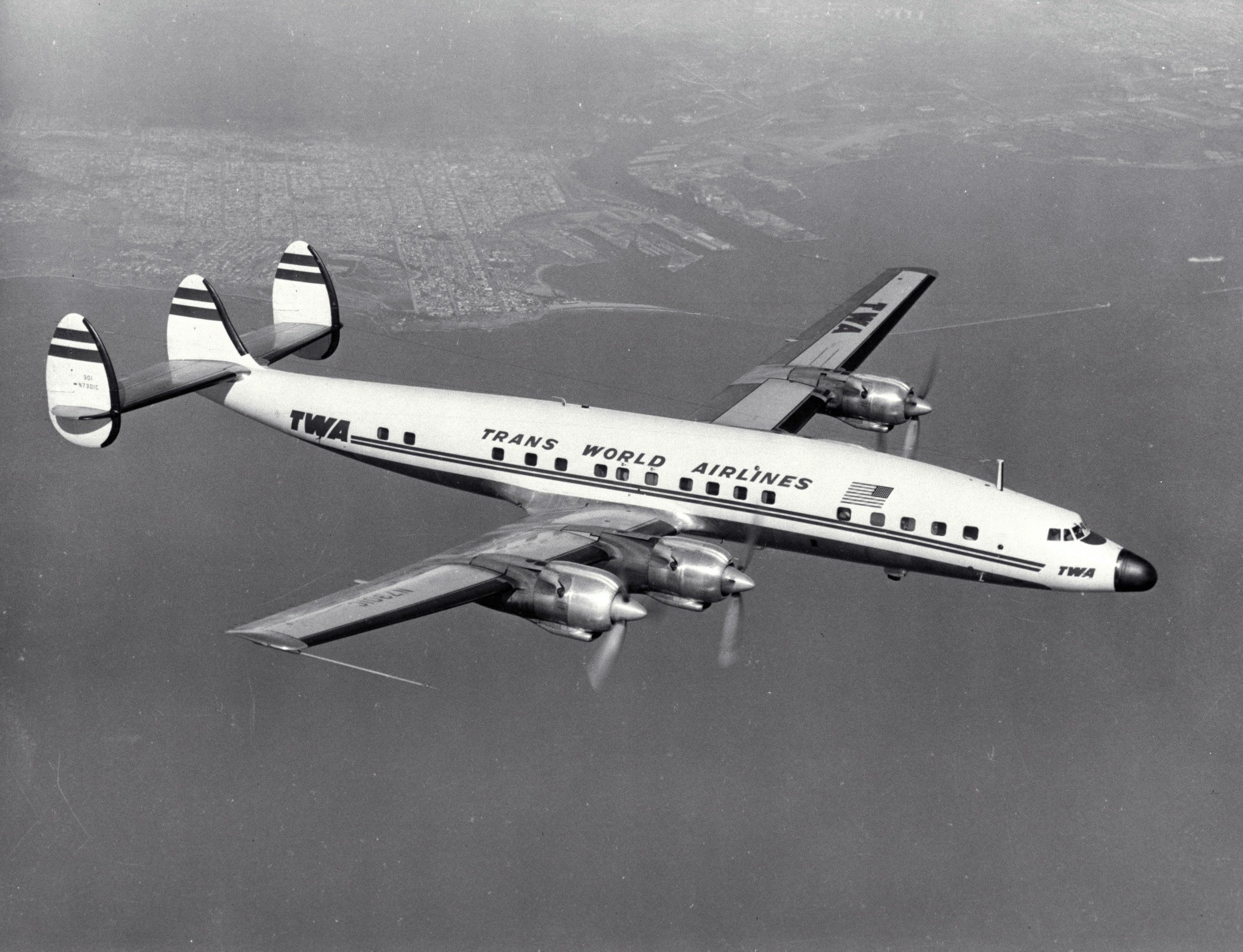
ロッキード コンステレーション

九六式陸上攻撃機初飛行1935年、最高速度373 km/時、ワシントン条約で戦艦や空母の数を米英6割に押さえられた日本海軍が、陸上基地を発進して洋上にいる敵艦を攻撃すべく開発した長距離攻撃機。日中戦争では航続性能を生かして中国奥地を戦略爆撃し、太平洋戦争開始直後にイギリス戦艦プリンス・オブ・ウェールズと巡洋戦艦レパルスを撃沈した。
ユンカース Ju 87初飛行1935年、最高速度410 km/時、第二次世界大戦初期のドイツ軍による電撃戦を支えた急降下爆撃機。ポーランドやフランスへの侵攻では自国の制空権の元で活躍したが、バトル・オブ・ブリテンでは大きな損害を出した。
スーパーマリン スピットファイア初飛行1935年、最高速度657 km/時、第二次世界大戦のイギリスを代表する戦闘機。バトル・オブ・ブリテンではイギリスの空を守り抜いた。エンジン出力向上や火力強化などさまざまに改良されながら終戦まで使われ、総生産機数は約22,000機に達した。
メッサーシュミット Bf 109第二次世界大戦時のドイツを代表する戦闘機。スピットファイアの好敵手として大戦初期〜中期に主に活躍した。30,000機以上という生産機数は戦闘機として史上最多。
ボーイング B-17初飛行1936年、最高速度510 km/時。当時4発重爆撃機は運動性が悪いので戦闘機の迎撃を受けやすい昼間爆撃には向かないと考えられていたが、その常識を打ち破った高速重武装のアメリカ製爆撃機。空気の薄い高空でもエンジン出力を低下させにくい排気タービン（ターボチャージャー）を採用し、10丁以上の防御火器を備え、主要部は防弾が施されていた。ヨーロッパではドイツ工業地帯の昼間爆撃を担当した。
フェアリー ソードフィッシュ初飛行1936年、最高速度230 km/時、第二次世界大戦前半のイギリス海軍の主力雷撃・爆撃機。複葉羽布張りの旧式な構造であるが、対戦相手のドイツとイタリアが海上で充分な活動ができる戦闘機隊を有していなかったので活躍できた。イタリアのタラント軍港を夜間攻撃してイタリア海軍の戦力を大幅低下させ、ドイツ戦艦ビスマルクに魚雷を命中させ操舵能力を奪う等、海上での航空優位を知らしめた機体。
九七式艦上攻撃機初飛行1937年、最高速度378 km/時、第二次世界大戦初期から中期までの日本海軍の主力攻撃機。全金属製・単葉・引き込み脚を艦上攻撃機としては世界で最初に採用した。真珠湾攻撃では、水平爆撃と魚雷攻撃によりアメリカ太平洋艦隊主力の戦艦群を壊滅させ、その後の作戦でも多数の連合国側艦船を沈めた。
零式艦上戦闘機初飛行1939年、最高速度518 km/時、開戦時太平洋地域の最強戦闘機。高速・重武装・良好な運動性・長大な航続力という相反する性能を高度に達成した。日本海軍の主力戦闘機として終戦まで改良されながら10,000機以上生産されたが、機体構造に余裕が少なく大きな性能向上は無かった上、後継機の開発が遅れたため性能的に差を付けられた戦争後期まで使われた。
ノースアメリカン P-51初飛行1940年、最高速度702 km/時、第二次世界大戦で最優秀とも評される戦闘機。スピットファイアなどと同じ水冷エンジン・マーリンを搭載し、スピットファイアを上回る速度と航続力を有する戦闘機。長大な航続力を生かしアメリカ爆撃機隊の援護戦闘機としてドイツや日本の上空で活躍した。
デ・ハビランド モスキート初飛行1940年、最高速度612 km/時、全木製の高速双発機。最初は爆撃機として生産されたが、高速を生かして機首にレーダーを装備した夜間戦闘機タイプなども作られた万能機。木製構造も使いようによっては優秀機となれることを証明した。
メッサーシュミット Me 262初飛行1942年、最高速度866 km/時、ドイツが開発した世界最初の実用ジェット戦闘機。
ボーイング B-29初飛行1942年、最高速度576 km/時、与圧室の採用、機銃の遠隔操作等の技術を盛り込んで製作されたアメリカ重爆撃機。強力なエンジンと排気タービンの組み合わせにより優れた高空侵攻能力を有した。日本の各都市を戦略爆撃によって焦土にした。
ロッキード コンステレーション初飛行1943年、巡行速度526 km/時、乗客81名（最大）。与圧された客室を持ち、アメリカ大陸を無着陸で横断できる機体として製作されたアメリカ製のレシプロエンジン4発旅客機。戦争中に開発されたため当初は軍用輸送機として使用された。この旅客機は当時の零式艦上戦闘機では追いつけなかった。

## 戦後 - ジェット時代（1945年 - 1950年代）
大戦末期に実用化されたジェットエンジンは直ちに軍用機に採用され、戦闘機や爆撃機はジェット化されていった。また後退翼や三角翼に関する技術もドイツ敗戦直後にソ連とアメリカに流出し、戦闘機や爆撃機の高速化に貢献した。レシプロエンジン爆撃機や直線翼ジェット戦闘機は朝鮮戦争でその使命を終了した。またそれまで超えることができないと考えられていた音の壁はアメリカのロケット実験機 X-1 により突破され、その後は超音速飛行が可能な戦闘機が続々と製作された。1948年のベルリン封鎖では、旧ソ連に陸路を封鎖されたベルリン市に対しアメリカ空軍を中心とした航空輸送が行われ、飛行機のみで大都市の機能が維持された。
民間航空のジェット化はイギリスがコメットで先鞭をつけたが、その後は大量のアメリカ機に圧倒されていった。飛行機の大型化・高速化に伴い、人力による直接の操縦は不可能となり、油圧アクチュエータを介して舵面を操作する方式が一般化した。

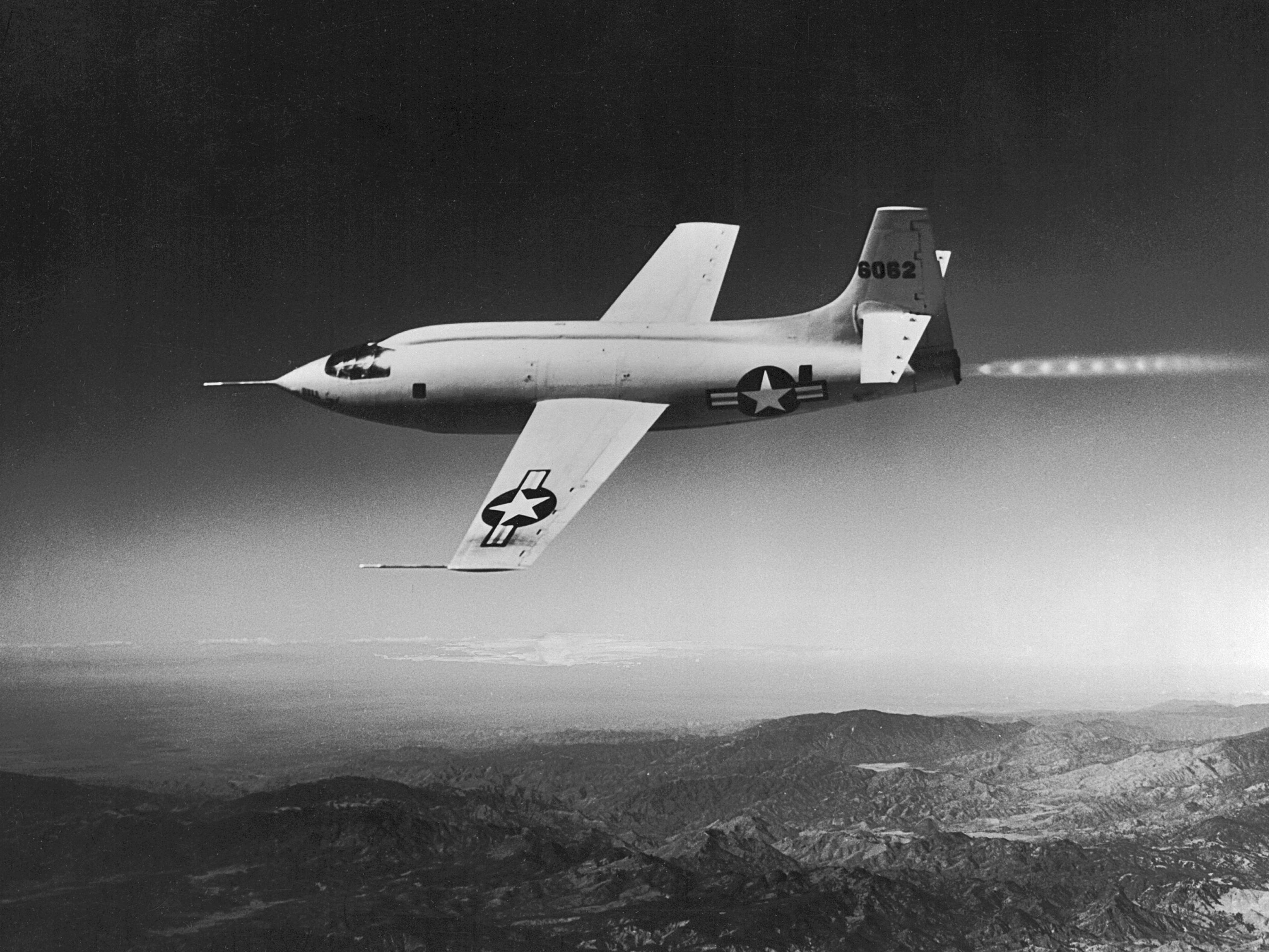
ベル X-1

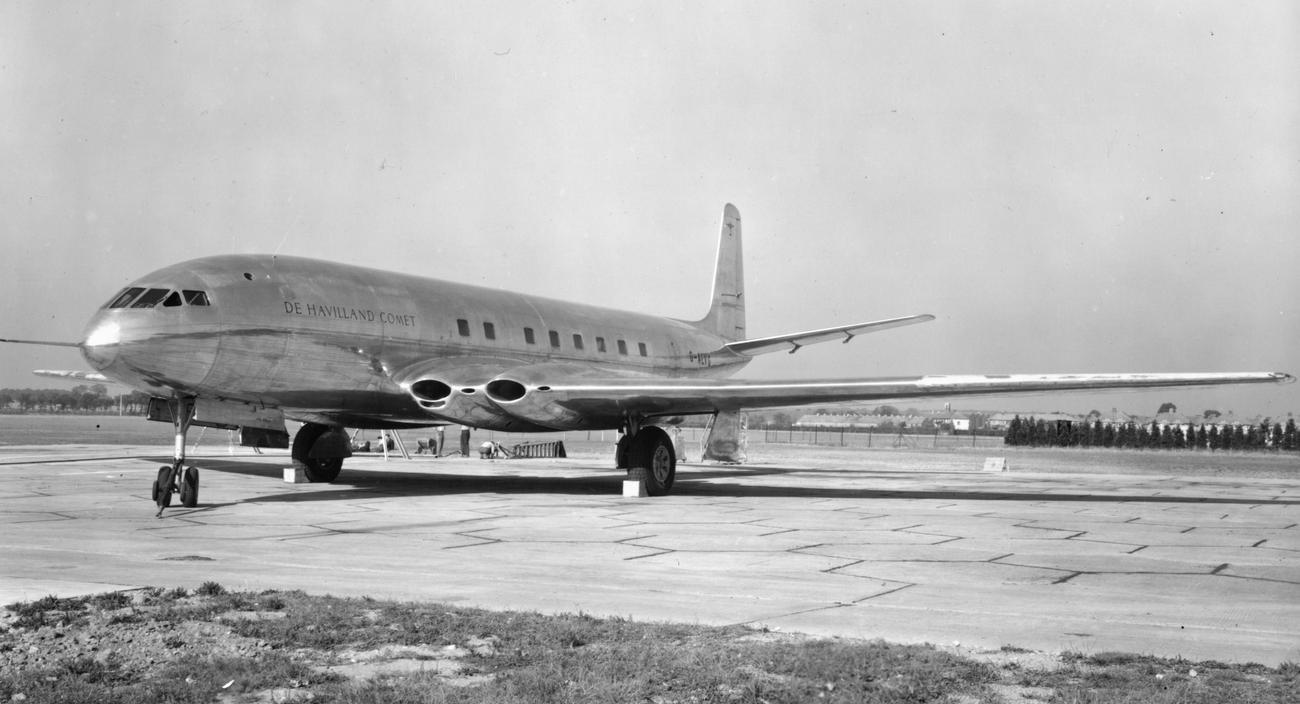
デ・ハビランド コメット

ベル X-1初飛行1947年、最高速度マッハ1.45、ロケットエンジン推進の実験機。アメリカが「飛行機は超音速でも操縦可能か」という問いに回答するために製作した。チャック・イェーガーの操縦により、1947年 10月14日に世界で初めて音速を突破した。飛行実験は通常大型爆撃機に吊り下げられて高空に達し、そこからロケットエンジンで加速したが、通常の離陸も可能であった。
ミコヤン MiG-15初飛行1947年、最高速度1,100 km/時、ソ連製の後退翼ジェット戦闘機。朝鮮戦争においてその性能を発揮し、西側各国を戦慄させた。アメリカやイギリスの直線翼ジェット戦闘機では歯が立たず、日本が手を焼いたB-29も容易に撃墜した。本機の優位は下記F-86Fが戦線に参加するまで続いた。
ノースアメリカン F-86F セイバー初飛行1947年、最高速度1,118 km/時、アメリカ製の後退翼ジェット戦闘機。朝鮮戦争でMiG-15に対抗する切り札として戦線に投入され、制空権を回復した。その後は西側各国で採用され、1964年東京オリンピックの開会式上空に5輪を描いた航空自衛隊のブルーインパルスが使用した機体も本機だった。
ボーイング B-47初飛行1947年、最高速度1,060 km/時、アメリカ最初の後退翼ジェット爆撃機。細長い後退翼はしなり易く、エルロンリバーザル（補助翼の逆効き）の問題を克服して実用化された。冷戦当時は核爆弾を搭載しいつでも飛び立てるように24時間待機していた。
- エルロンリバーザル : 通常はエルロンを下げた側の翼では揚力が増す。しかしながらしなりやすい翼の場合、翼後端にあるエルロンを大きく下げるとエルロンに当たる空気の力が翼後端を押し上げる方向に働き、翼がねじられて前端が下がり迎え角が小さくなってしまう。意図とは逆に揚力が低下することになり、望みどおりの姿勢変更が困難となってしまう。こうした現象をエルロンリバーザルという。

デ・ハビランド コメット初飛行1949年、巡行速度740 km/時、乗客36名。イギリスの名門デ・ハビランド社が開発した世界初のジェット旅客機。4基のエンジンを主翼基部に埋め込み軽度に後退した主翼を持つ。レシプロエンジン特有の振動が無く、与圧された客室によって空気の乱れの少ない高空を飛ぶ本機は空の旅の快適性を大きく向上した。与圧室の金属疲労に対する設計の不備から連続墜落事故を起こしたり、乗客36名という中型機であったため国際線の主力として活躍した期間は短かった。この事故よりも後に作られた機体には、万一壊れても致命的な事故につながりづらいフェイルセーフの設計思想が採用されている。フェイルセーフを確認するテストとして例えば「ギロチンテスト」がある。これは与圧中の機体の一部に大きな斧を叩き込み、切れ目から破断が拡大しない事を確認するもので、コメット事故の再発防止確認テストである。
ボーイング 707初飛行1954年、巡行速度973 km/時、乗客202名（最大）。アメリカのボーイング社が自社開発した大型4発ジェット旅客機。従来のレシプロ旅客機の2倍の乗客を乗せ2倍の速度で飛んだため、エアラインにとって4倍の効率が上がる機体となった。707によってボーイングは旅客機メーカーの第一人者となった。基本設計が同一の輸送機 C-135 や空中給油機 KC-135、707をもとにした早期警戒管制機 E-3 などの派生型も多い。
ロッキード C-130初飛行1954年、巡行速度620 km/時、前線の短い滑走路での運用を考えて製作された4発ターボプロップ輸送機。旅客機型や多数の機銃を備えたガンシップなど多様な派生機が存在し現在も生産が続いている。航空自衛隊も採用しており2004年にはイラク復興に派遣された。
マクドネル F-4初飛行1958年、最高速度マッハ2.4、"ファントム" の名で知られ5,000機以上生産された西側のベストセラージェット戦闘機。最初は艦隊防空用に空対空ミサイルを装備した艦上戦闘機として設計されたが、その性能の優秀さから空軍も採用し、その後イギリス海軍や航空自衛隊でも使用された。強力なエンジン2基を胴体内に収め、パイロットと電子装備担当の2名が乗り組む大型機。搭載兵器は当初ミサイルのみだったが、後にはベトナム戦争の戦訓から機関砲を搭載した。

## 旅客機の大型化（1960年代 - 1970年代）

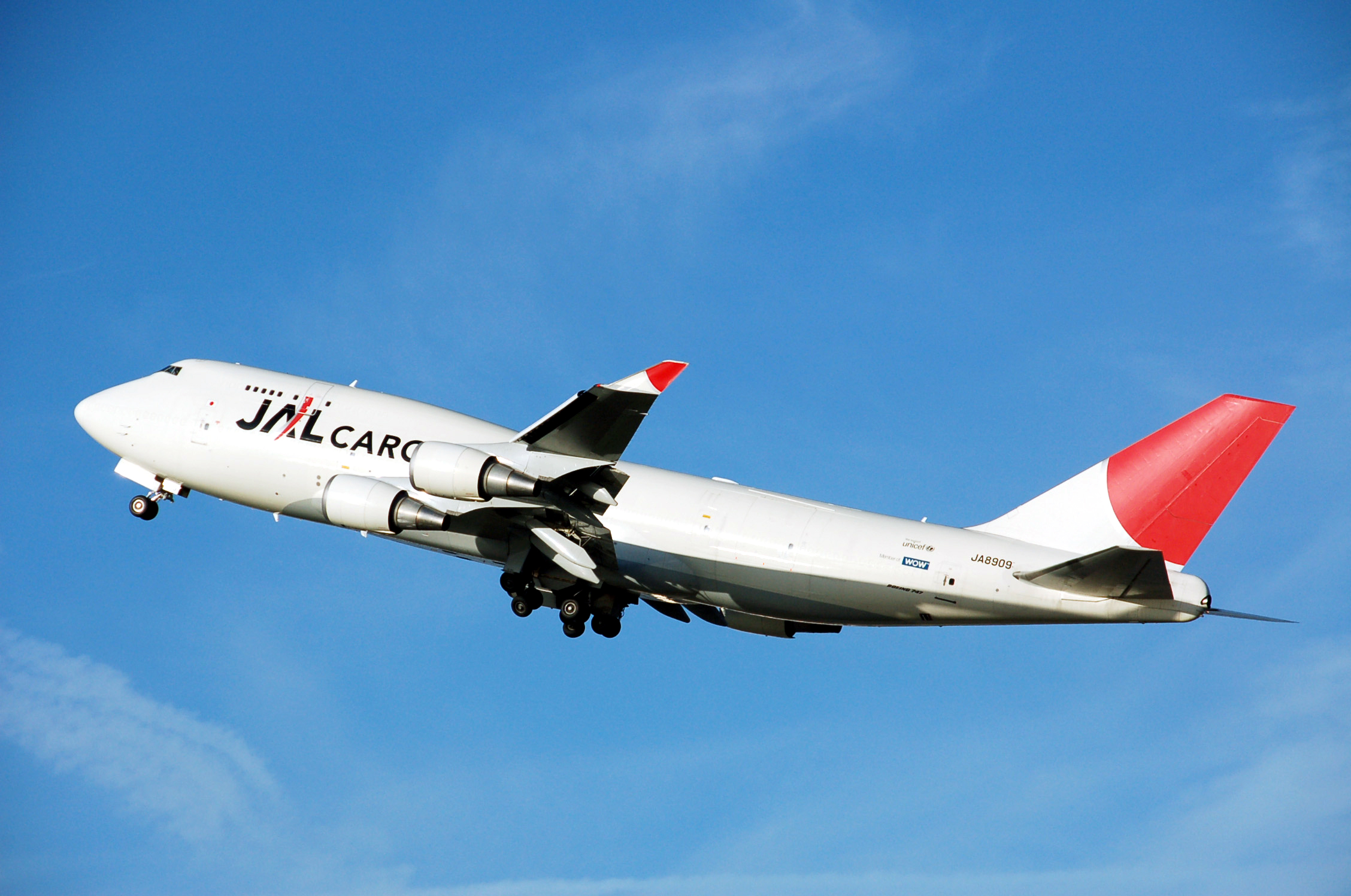
ボーイング747-400BCF

飛行機はこれまで「より速く・より高く・より遠くへ」と発展してきたが、1960年代には、飛行速度・高度・航続距離とも実際上頭打ちとなった。ジェット戦闘機の速度は、熱の壁などの問題からほぼマッハ2が相場となり、旅客機の飛行高度も10,000 m付近が効率的に運用できる最良な高度である。長距離飛行する機体は、地球の裏側へ到達可能な航続性能を有するようになった。
旅客機分野
長距離旅客機は更に大型化しワイドボディー機が登場した。また、比較的短距離の移動にも飛行機がよく使われるようになり、コミューター機と呼ばれるジャンルの機体が多数生産されるようになった。各エアライン間の競争は一層厳しくなり、かつて名門と呼ばれた会社の倒産（パン・アメリカン航空等）や合併が盛んに行われた。この動きは2000年代現在でも継続中である。飛行機に要求される仕様も、性能に加えて運航コストの削減や整備性の良さが重大なポイントとなってきた。
軍事関係
冷戦が終結し、大国間の全面戦争のおそれがなくなったので、各国が装備する軍用機の数は減少した。特に敵国上空まで飛んで爆弾やミサイルを投下する大型爆撃機はその使命を終了し、新たに開発されることもなくなった。軍事分野での新たな進展は敵に見つからないことを目指すステルス性の実用化である。
構造材料
従来はアルミニウム合金が主流であった構造材料に、繊維強化プラスチックなどの複合材料が使われるようになった。出現当初はあまり強度を要求されないなど、さほど重要でない部分の軽量化に使われていたが、信頼性が確保されるにつれて胴体や主翼などの重要な構造部材にも適用され始め、大幅な軽量化の実現に成功しつつある。複合材料は金属よりもレーダー波を反射しにくく、その点からもステルス機に多用される。
操縦システム
従来の「操縦桿 - ケーブル - 油圧アクチュエータ - 動翼」という流れの操縦システムに替わり、「操縦桿 - コンピュータと電線 - 油圧アクチュエータ - 動翼」というフライ・バイ・ワイヤ (FBW) 方式が確立された。この結果、機内を縦横に走っていたケーブルや高圧作動油配管の一部がシンプルな電線へと置き換えられ、更にバス (コンピュータ)やLocal Area Networkの進歩が多数の電線を少数の電線・光ファイバーに置き換わらせ、重量・整備性・生存性などが改善された。同時に、コンピュータによる操縦制御が可能となったことで、従来は考えられなかったような「本来的に不安定な機体」などの飛行が可能となるなど、航空機制御の将来が大きく開けた。
ホーカー・シドレー ハリアー初飛行1960年、最高速度1,180 km/時、イギリス製の垂直離着陸ジェット攻撃機。滑走路が破壊された後でも敵を攻撃できる機体として開発された。垂直離着陸機としては世界最初の実用機。その後艦上戦闘機として発展型シーハリアーが開発され、1982年のフォークランド戦争で大活躍した。小型空母とシーハリアーの組み合わせは超大国でなくても保有可能であり、スペインやインドなどが採用した。
ボーイング 747初飛行1969年、巡行速度910 km/時、乗客550名（最大）。ジャンボの愛称で知られる大型旅客機。当時世界最大の旅客機。ジャンボの功績は、広い客室に完備した映像設備や音楽サービスなど快適性の向上と共に、大きな収容力を満たすための廉価なパック旅行を生んで庶民が海外旅行に行けるようになった点。騒音の小さい大バイパス比ターボファンエンジンを4基装備し、騒音の点では前世代のボーイング707より良好。慣性誘導装置を民間機で最初に採用した。
コンコルド初飛行1969年、巡行速度マッハ2.05、乗客100名。西側唯一の超音速ジェット旅客機であったが、2003年に全ての運航を終了した。三角翼を基本としたオージー翼と呼ばれる微妙な曲線を持つ主翼の下にアフターバーナー付のターボジェットエンジンを4基装備していた。衝撃波の問題から陸地上空での超音速飛行が禁止されたり、騒音の大きなエンジンのため着陸できる空港が制限されたりしていた。乗客数が少なく全席ファーストクラス扱いであった。

## デジタル時代（1980年代 - 1990年代）
20世紀の最後の四半期は、飛行速度、航続距離、材料技術において革命的な進歩はなかったが、アビオニクスと航空機の設計および製造技術の両方でデジタル革命が広がった。
デジタルフライ・バイ・ワイヤシステムにより、航空機はリラックスした静的安定性で設計出来るようになった。当初はジェネラルダイナミクスF-16ファイティングファルコンなどの軍用機の機動性を高めるために使用されていたが、現在は民間旅客機の抗力を減らすために使用されている。

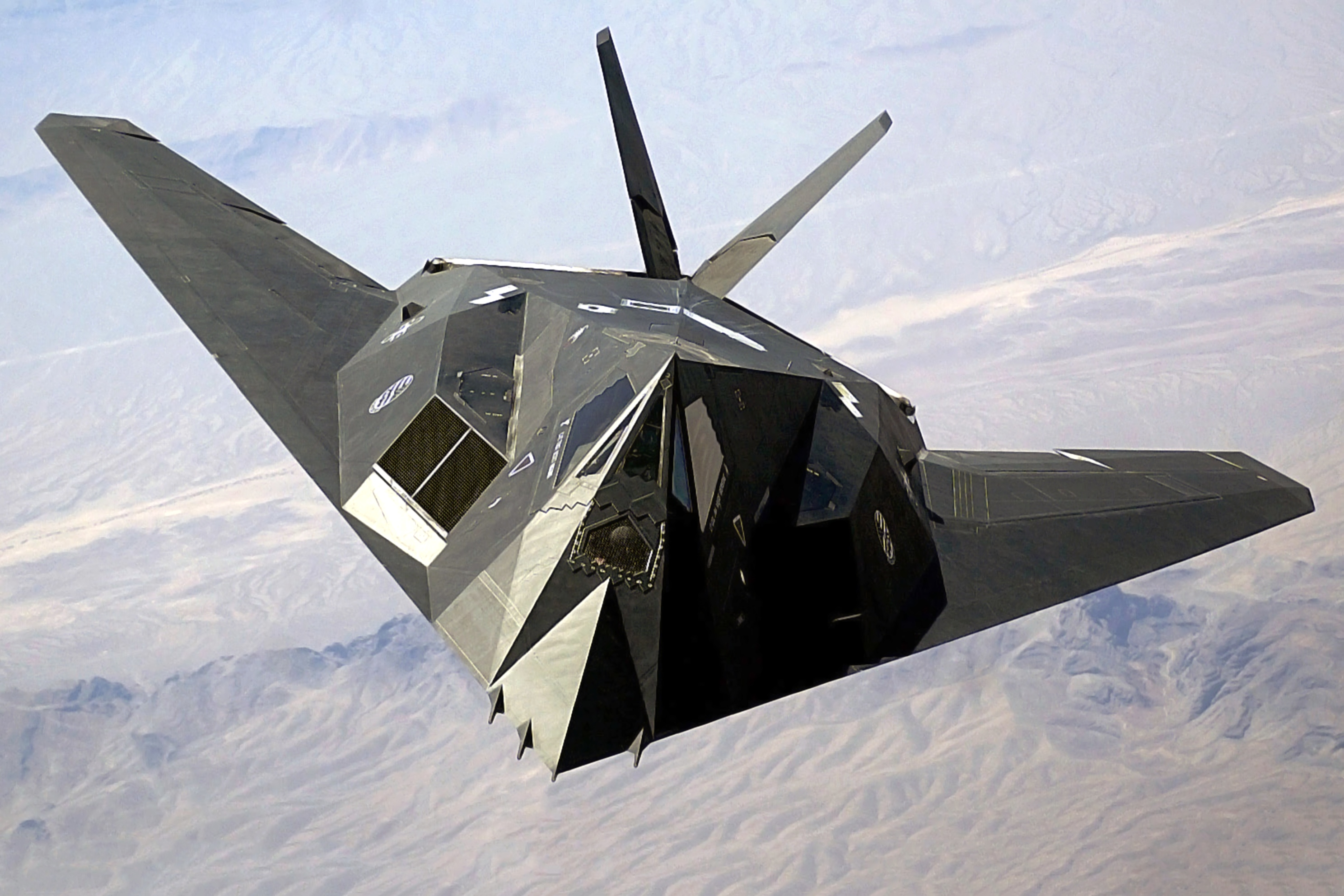
F-117

ロッキード F-117初飛行1981年、最高速度1,040 km/時、アメリカ製の世界最初の本格的実用ステルス攻撃機。最大 1,800 kg の爆弾を胴体内のウェポンベイに収め、レーダーに探知されにくく夜間に敵地上空へと侵入し攻撃する。電波を発するレーダーはステルスに反するので装備していない。ステルス性能を優先して設計されたため、海のエイに似たその外観は一般の飛行機と著しく異なり、操縦にはコンピュータの助けを借りるFBWが不可欠。
エンブラエル EMB 120初飛行1983年、巡行速度555 km/時、乗客30名。ブラジルの航空機メーカー エンブラエル社が開発したターボプロップ双発のコミューター機。30席機ではあるが機内は与圧され快適。初飛行以来350機以上が生産・販売されている。
バート・ルータン ボイジャー（ヴォヤージャー）初飛行1984年、巡行速度196 km/時、航続距離44,000 km。1986年12月に216時間かけて世界初の無給油無着陸世界一周飛行を行った。
エアバス A320初飛行1987年、最大巡航速度マッハ0.82。旅客機として初めてデジタルFBWを主操縦系統として採用した機体。

## 21世紀
21世紀の航空業界では、燃料の節約や燃料の多様化、格安航空会社や航空施設への関心が高まった。さらに、航空輸送へのアクセスが良好でなかった発展途上国の多くは航空機と航空施設を追加しているが、深刻な混雑が依然として問題となっている。約20,000の都市間で商業運航されている。

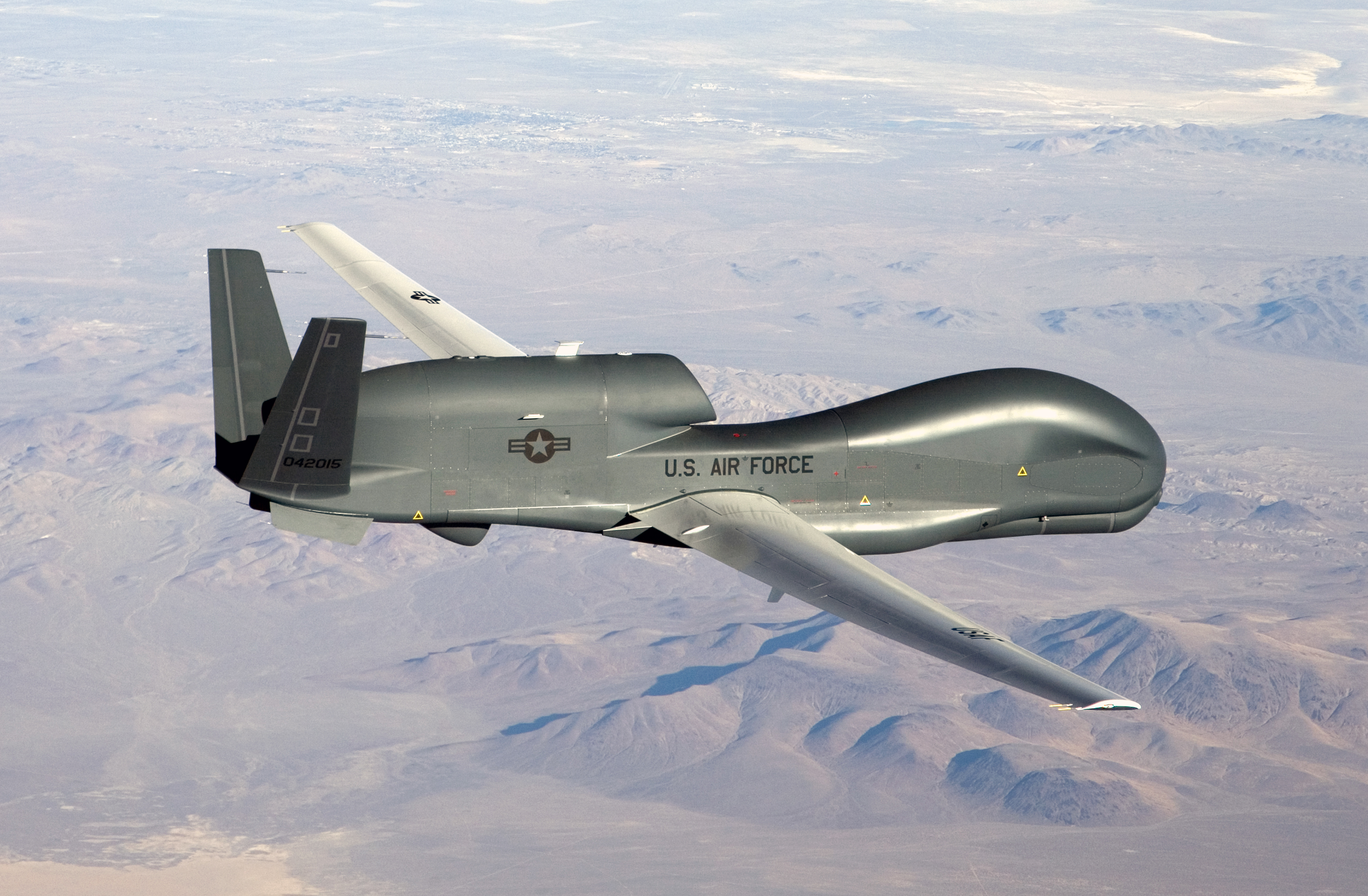
RQ-4 グローバルホーク

21世紀の初めに、デジタルテクノロジーにより、亜音速の軍用機はパイロットを排除し始め、遠隔操作または完全自律型の無人航空機（UAV）を支持した。2001年4月、無人航空機グローバルホークは米国のエドワーズ空軍基地からオーストラリアにノンストップで燃料を補給せずに飛行した。これは、無人航空機がこれまでに行った最長のポイントツーポイント飛行であり、23時間23分かかった。2003年10月、コンピューター制御の模型飛行機による大西洋を横断する最初の完全自律飛行を行った。UAVは、現代の戦争の確立された機能であり、リモートオペレーターの制御下でピンポイント攻撃を実行する。
ソーラープレーンプロジェクトソーラー・インパルス初飛行2009年、巡航速度70 km/時、航行時間36時間。2015年、アンドレ・ボルシュベルクとベルトラン・ピカールは、日本の名古屋からハワイのホノルルまで、太陽電池式の飛行機、ソーラー・インパルス2で記録的な距離4,481マイル（7,211 km）を約5日間で飛行した。夜間、航空機はバッテリーと日中に得られた位置エネルギーを使用した。
2017年12月、日本航空は、ブームと資本提携。新世代超音速旅客機の商業運航を目指し新たな関心が集まった。
2019年7月24日は航空業界で最も忙しい日であった。Flightradar24はその日に合計225,000回以上のフライトを記録した。これには、ヘリコプター、プライベートジェット、グライダー、観光フライト、および個人用航空機が含まれる。ウェブサイトは2006年以来フライトを追跡している。
2019年末は、COVID-19パンデミックの流行が始まり、結果として生じる旅行制限と旅行者の需要は低迷した。航空業界に重大な影響を及ぼし、空の旅の将来にも影響を与える可能性がある（例：2020年以降の飛行は、機内でのフェイスマスクの強制着用は一般的になっている）。
ピストレル ピストレル・ヴェリス・エレクトロ初飛行2020年、巡航速度170 km/時、航続距離3,700 km。2020年6月10日、スロベニアの軽飛行機。ピストレル・ヴェリス・エレクトロは欧州航空安全機関から型式証明を取得した最初の電気航空機。